# Fortuna (film 1972)
Fortuna – polski film fabularny z 1972 roku. Ekranizacja powieści Andrzeja Struga pt. Fortuna kasjera Śpiewankiewicza (1928).
Plenery: Wrocław.

## Obsada
- Józef Nalberczak – kasjer Hieronim Śpiewankiewicz
- Ewa Szykulska – Mańka Piecuch „Ada”
- Bolesław Abart – komisarz
- Henryk Hunko – kasjer Zajączkowski
- Ryszard Kotys – kasiarz Ważych
- Lech Łotocki – kasjer Kołepczyński
- Eliasz Kuziemski – dyrektor Sapołowicz
- Zdzisław Kuźniar – „Krzywy Edek”
- Kazimierz Ostrowicz – starszy Kolasiewicz
- Andrzej Wojaczek – młodszy Kolasiewicz
- Tadeusz Galia – policjant

## Fabuła
Polska, lata 20. czas kryzysu. Kasjer Banku Handlowego Śpiewankiewicz dowiaduje się, że jego przełożeni planują wielki przekręt. Dyrektorzy proponują mu nawet pokaźną gratyfikację za pomoc. Do nieuczciwości namawia go również Ada – niedawno poznana, urocza sklepowa, z którą romansuje. Jednak kasjer nie może się zdecydować. Jego nieufność wzmaga się, gdy widzi u Ady kilku podejrzanych typów. Choć dziewczyna usiłuje zmiękczyć Śpiewankiewicza obietnicą wspólnej podróży za granicę, kasjer utwierdza się w przekonaniu, że ukochana należy do gangu Krzywego Edka. Co gorsza, na bankowe dolary dybie też konkurencyjna banda Kolasiewiczów. Przyparty do muru Śpiewankiewicz obiecuje i jednym, i drugim upragnione pieniądze.